# Eichhammer (Emtmannsberg)
Eichhammer ist ein Gemeindeteil der Gemeinde Emtmannsberg im Landkreis Bayreuth (Oberfranken, Bayern). Eichhammer liegt in der Gemarkung Birk.

## Lage
Die Einöde liegt am Almosbach, der unmittelbar nördlich als linker Zufluss in den Laimbach mündet. Ein Anliegerweg führt nach Birk (1,2 km südlich).

## Geschichte
Gegen Ende des 18. Jahrhunderts gehörte Eichhammer zur Realgemeinde Birk. Es gab zwei Anwesen (1 Gut mit Mühle, 1 Viertelhof). Die Hochgerichtsbarkeit stand dem bayreuthischen Stadtvogteiamt Creußen zu. Grundherr der Anwesen war das Kloster Speinshart.
Von 1797 bis 1810 unterstand der Ort dem Justiz- und Kammeramt Pegnitz. Nachdem im Jahr 1810 das Königreich Bayern das Fürstentum Bayreuth käuflich erworben hatte, wurde Eichhammer bayerisch. Infolge des Ersten Gemeindeedikts wurde Eichhammer 1812 dem Steuerdistrikt Birk und der Ruralgemeinde Birk zugewiesen. Im Rahmen der Gebietsreform in Bayern wurde Eichhammer am 1. Mai 1978 in die Gemeinde Emtmannsberg eingegliedert.